# Герцог де Сен-Клу
Ге́рцог де Сен-Клу (фр. duc de Saint-Cloud) — французький дворянський титул, що належав паризьким архієпископам.

## Історія
Розташований під Парижем бург Сен-Клу, що належав паризькій церкві з часів Меровінгів, зведено жалуваною грамотою Людовика XIV в квітні 1674 разом із сеньйоріями Мезон, Кретей, Озуар-ла-Фер'єр і Армантьєр у ранг герцогства-перії на користь паризького архієпископа Франсуа Арле де Шанваллона та його наступників на катедрі, додавши таким чином до трьох старовинних церковних герцогств-перій (Реймсу, Лангру та Лану) четверте. Парламент зареєстрував пожалування 18 квітня 1690 року.
Під час революції Установчі збори 4 серпня 1789 року декретом скасували титул герцога де Сен-Клу разом зі скасуванням станових привілеїв.

## Герцоги де Сен-Клу
| Правління | Портрет | Ім'я                                               | Герб |
| --------- | ------- | -------------------------------------------------- | ---- |
| 1674—1695 |         | Франсуа Арле де Шанваллон (1625—1695)              |      |
| 1696—1729 |         | Луї-Антуан де Ноай (1651—1729)                     |      |
| 1729—1746 |         | Шарль-Гаспар-Гійом де Вентіміль дю Люк (1655—1746) |      |
| 1746—1746 |         | Жак Бонн-Жіго де Бельфон (1698—1746)               |      |
| 1746—1781 |         | Крістоф де Бомон дю Репер (1703—1781)              |      |
| 1781—1789 |         | Антуан-Елеонор-Леон Леклер де Жуїньє (1728—1811)   |      |